# جوان هارتوك
جوان هارتوك (بالفرنسية: Joan Hartock)‏ (17 فبراير 1987 في ترينيتي) لاعب كرة قدم فرنسي ذو أصول مارتينيكية يلعب حاليا في نادي الدرجة الأولى ليون الفرنسي في مركز حارس مرمى . تدرب في نادي روبرت المارتينيكي والذي يموله نجم الكرة الفرنسية السابق بيرنارد لاما . شارك في صفوف منتخب فرنسا للناشئين تحت 17 سنة وتحت 18 سنة ثم مع منتخب المارتينيك .

## روابط خارجية
- جوان هارتوك على موقع قاعدة بيانات كرة القدم.إي يو (الإنجليزية)
- جوان هارتوك على موقع Soccerway.com (الإنجليزية)
- جوان هارتوك على موقع كووورة